# Negroroncus gregoryi
Espèce
Negroroncus gregoryi est une espèce de pseudoscorpions de la famille des Ideoroncidae.

## Distribution
Cette espèce est endémique du Kenya. Elle se rencontre vers Kisumu.

## Description
Negroroncus gregoryi mesure de 1,8 à 2,8 mm.

## Étymologie
Cette espèce est nommée en l'honneur de John Walter Gregory.

## Publication originale
- Mahnert, 1981 : Die Pseudoskorpione (Arachnida) Kenyas. I. Neobisiidae und Ideoroncidae. Revue Suisse de Zoologie, vol. 88, no 2, p. 535-559 (texte intégral) (de).